# ZNTK Poznań Regio Tramp
ZNTK Poznań Regio Tramp – rodzina normalnotorowych autobusów szynowych produkowanych w zakładach ZNTK Poznań. W latach 2002–2007 wybudowano łącznie 7 egzemplarzy jednoczłonowych (typ 213M i 213Ma, seria SA105) oraz 10 dwuczłonowych (typ 215M, seria SA108). Nie wyprodukowano żadnego egzemplarza trójczłonowego (typ 216M). Pojazdy eksploatowane są przez Koleje Wielkopolskie (6 sztuk) i Polregio (11 sztuk).

## Historia

### Geneza
Do połowy lat 90. w posiadaniu PKP było 6 autobusów szynowych wyprodukowanych przez Kolzam (SN81 i SA104) oraz 6 przez ZNTK Poznań (SA101 i SA102).
PKP w latach 90. planowała dokonać znaczących zakupów nowego taboru: 16 składów Pendolino, 50 lokomotyw EU11/EU43 z Adtranz-Pafawagu oraz kilkuset autobusów szynowych do obsługi lokalnych połączeń. Przetarg na Pendolino został unieważniony w 2000 po kontroli Najwyższej Izby Kontroli. Przetarg na lokomotywy co prawda nie został unieważniony, jednakże ze względu na trudności finansowe PKP żadna z lokomotyw nie weszła do eksploatacji w Polsce i wszystkie zostały sprzedane w 2002 włoskiemu narodowemu przewoźnikowi Ferrovie dello Stato.
W przypadku szynobusów do podpisania umowy nawet nie doszło. Jednakże w związku z tymi planami Kolzam oraz ZNTK Poznań, jedyni ówcześni producenci autobusów szynowych w Polsce, poczynili pewne przygotowania.
Uchwalenie w 2000 ustawy o restrukturyzacji PKP zmieniło sposób finansowania przewozów regionalnych, tworząc PKP Przewozy Regionalne oraz obligując samorządy do przeznaczenia części środków na zakup taboru. Bazując na doświadczeniach z wcześniejszych przygotowań ZNTK Poznań zaproponował samorządom rodzinę autobusów szynowych Regio Tramp w wersjach 1-, 2- i 3-członowej.
Poza ZNTK Poznań w przetargach brali udział również Kolzam ze swoim RegioVanem oraz Pesa (wcześniejsze ZNTK Bydgoszcz) z Partnerem.

### Produkcja prototypu
Kompleksowy projekt został opracowany przez krakowską firmę EC Engineering w latach 2001-2002. Pierwsze zamówienie na Regio Trampa pochodziło od Urzędu marszałkowskiego Województwa Wielkopolskiego, który zamówił 2 egzemplarze jednoczłonowe. Pierwszy z nich w kwietniu 2002 rozpoczął testy w Centrum Naukowo-Technicznym Kolejnictwa w Warszawie.

## Konstrukcja

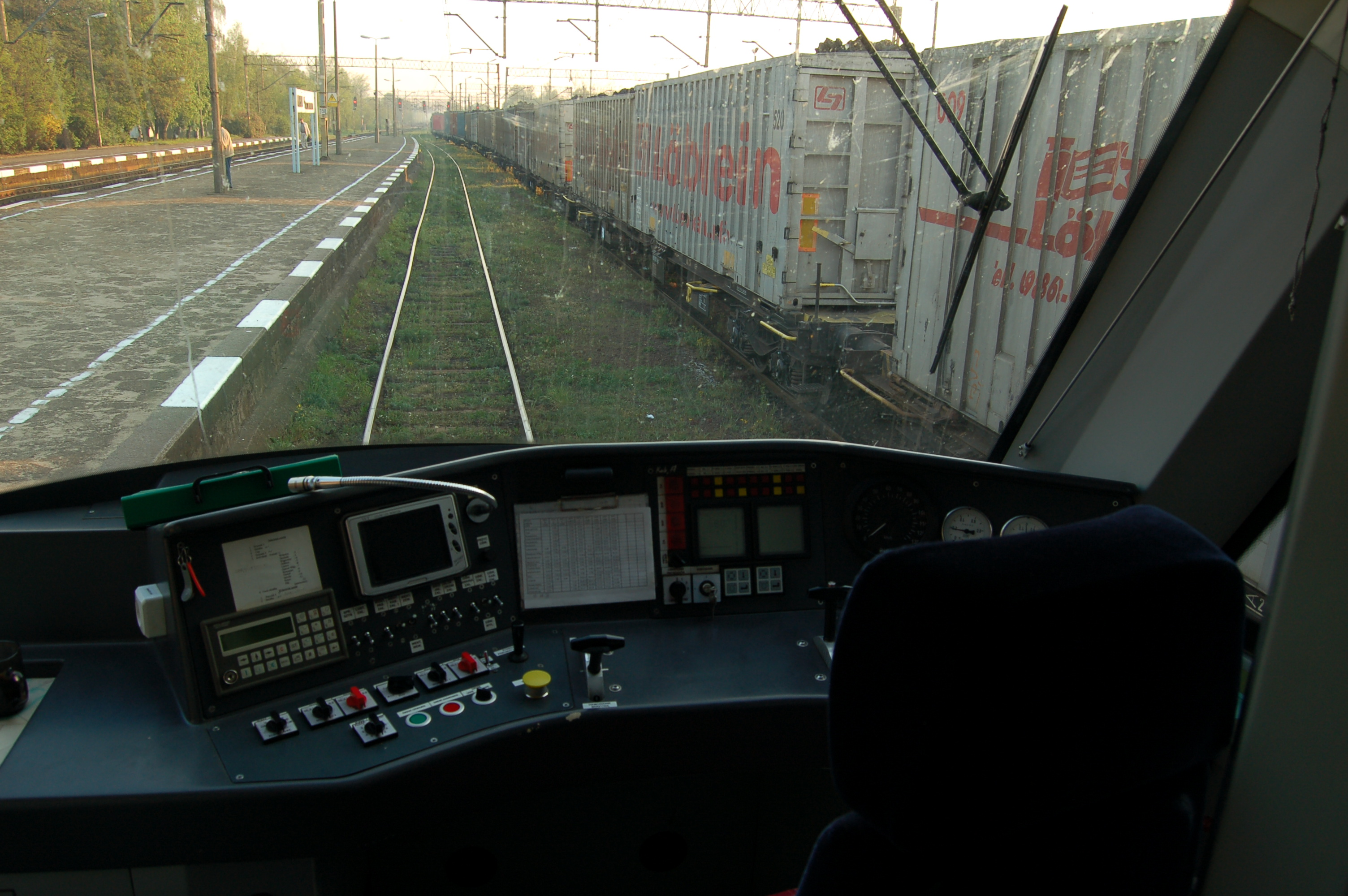
Kabina

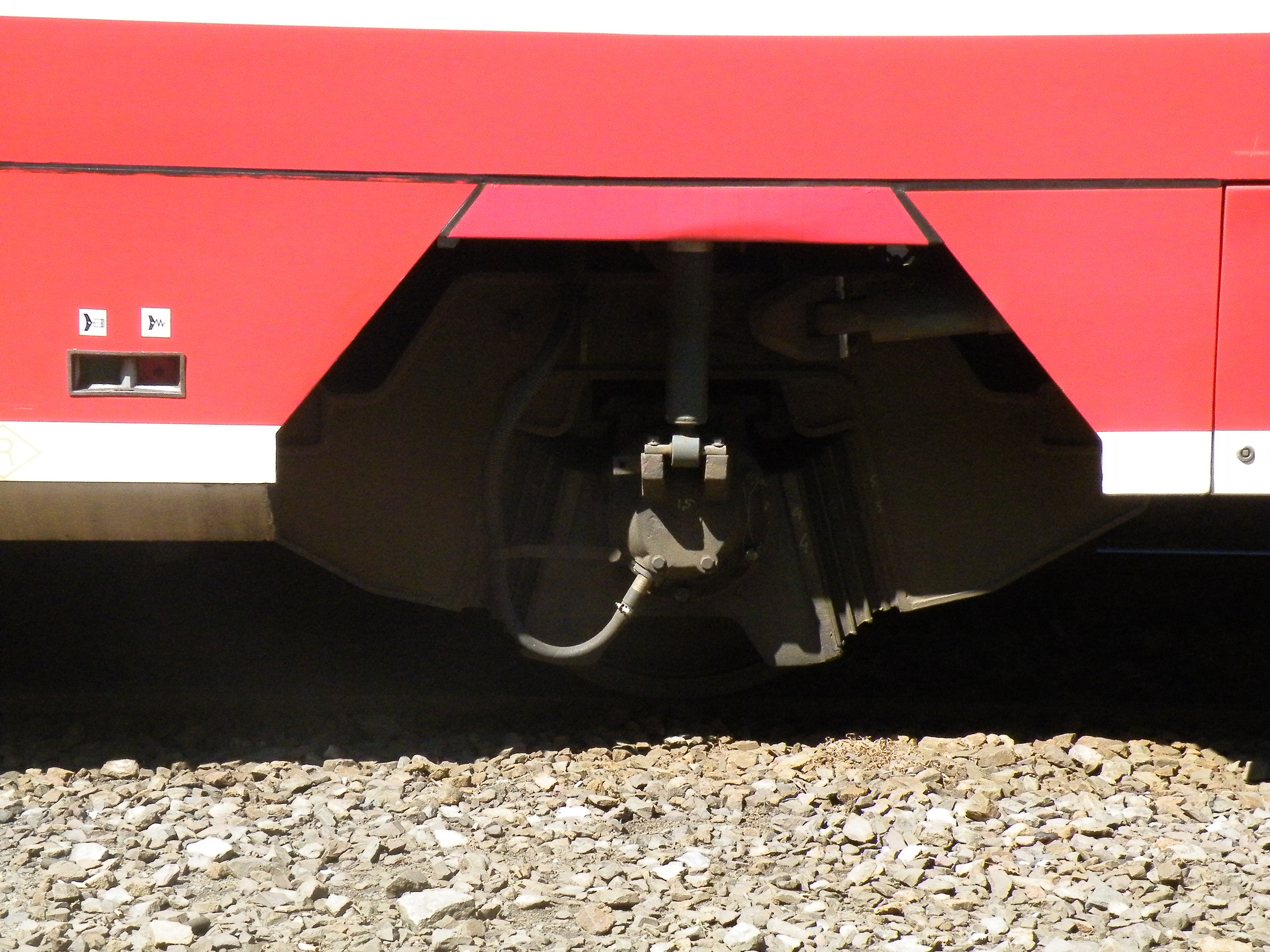
Wózek

Regio Trampy to jednoprzestrzenne, częściowo niskopodłogowe autobusy szynowe przeznaczone do obsługi regionalnych przewozów pasażerskich na mniej obciążonych, głównie niezelektryfikowanych liniach. Powstawały w wersji jedno i dwuczłonowej. Konfiguracja trójczłonowa, pomimo gotowych planów, nie doczekała się realizacji.
Regio Trampy mają lekką, modułową konstrukcję nadwozia, z obniżoną podłogą w rejonie wejścia do 600 mm nad poziomem główki szyny. Wydzielono przestrzeń dla osób na wózkach inwalidzkich i do przewozu rowerów. Do części wysokich prowadzą po trzy schodki.
Pudła osadzone są na wózkach za pomocą dwustopniowego usprężynowania. Pierwszy stopień to daszkowe sprężyny metalowo-gumowe, a drugi to sprężyny pneumatyczne i metalowo-gumowe – te drugie pełnią funkcję awaryjnych w przypadku braku powietrza w poduszkach.
Zarówno wagon 213M, jak i każdy człon 215M posiadają po jednym jednoosiowym wózku napędowym (typ 19MN) i jednym jednoosiowym tocznym (typ 32AN) wyposażonych w zestawy kołowe z hamulcami tarczowymi. W planowanej wersji trójczłonowej, człon środkowy miał być doczepny. Zespół napędowy – silnik spalinowy zintegrowany z przekładnią hydrokinetyczną z hamulcem hydrodynamicznym został umieszczony pod podłogą pod wózkiem napędowym w systemie power-pack.
Pojazdy wyposażone są w standardowe urządzenia automatyki bezpieczeństwa ruchu: czuwak aktywny, samoczynne hamowanie pociągu oraz Radio-Stop.

### Wersje
| Typ   | Liczba członów | Układ osi      | Masa służbowa | Długość   | Liczba i moc silników | Typ silnika                     | Liczba miejsc siedzących | Liczba miejsc ogółem | Liczba sztuk |                     |
| ----- | -------------- | -------------- | ------------- | --------- | --------------------- | ------------------------------- | ------------------------ | -------------------- | ------------ | ------------------- |
| 213M  | 1              | A'1'           | 28 t          | 17 000 mm | 1 × 257 kW            | MAN D2866 LUH21                 | 36+7                     | 90                   | 2            | [ 1 ] [ 12 ]        |
| 213Ma | 1              | A'1'           | 24 t          | 17 720 mm | 1 × 257 kW            | MAN D2866 LUH21                 | 35-44                    | 90                   | 5            | [ 13 ] [ 14 ]       |
| 215M  | 2              | A'1'+1'A'      | 56 t          | 34 720 mm | 2 × 257 kW            | MAN D2866 LUH21 MAN D2876 LUE21 | 100+10 90+8 82+16        | 205 198 ?            | 10           | [ 2 ] [ 15 ] [ 12 ] |
| 216M  | 3              | A'1'+1'1'+1'A' |               | 52 320 mm | 2 × 257 kW            |                                 | 137                      | 292                  | 0            | [ 4 ]               |

1. ↑  numer 103
2. ↑  numery 001, 002, 003
3. ↑  numery 008 i 010
4. 1 2 3 4 5  Nie wyprodukowano żadnego 216M

#### 213M i 213Ma
Pojazdy 213M są wyposażone w po dwie pary jednoskrzydłowych drzwi o prześwicie 800 mm, a 213Ma po jednej parze dwuskrzydłowych drzwi. 213M posiadają sprzęgi samoczynne Scharfenberga (dzięki czemu oba wyprodukowane 213M mogą jeździć w trakcji podwójnej), 213Ma posiadają natomiast sprzęg śrubowy i zderzaki. 213M posiadają kamery zamiast lusterek bocznych. Pierwotnie pierwszy z 213M (SA105-001) nie posiadał kabiny WC.

#### 215M
Pojazdy 215M są wyposażone w po dwie pary dwuskrzydłowych drzwi o prześwicie 1300 mm oraz sprzęg śrubowy i zderzaki. W strefach obniżonej podłogi w jednym członie znajduje się miejsce przeznaczone do przewozu rowerów, a w drugim toaleta. Część pojazdów posiada większą kabinę WC i nieco mniejszą liczbę miejsc siedzących.

### Modernizacje
W 2009 roku oba wielkopolskie pojazdy typu 213M (SA105-001 i 002) zostały zmodernizowane w bydgoskiej Pesie.  Pierwszy z pojazdów doposażono w kabinę WC oraz w obu pojazdach zamontowano klimatyzację. W sierpniu 2015 Urząd Marszałkowski Województw Wielkopolskiego ogłosił przetarg na kolejną modernizację SA105-001.
13 sierpnia 2013 roku wielkopolski urząd marszałkowski złożył w Pesie zamówienie na modernizację 2 sztuk pojazdów typu 215M (SA108-002 i SA108-003), w ramach której  m.in. został zainstalowany system rejestrujący obraz przed pojazdem, zmodernizowany został system informacji pasażerskiej oraz zamontowany system zasilania baterii drugiego członu podczas awarii silnika. 30 czerwca 2014 urząd marszałkowski podpisał z Pesą umowę rozszerzająca zakres zamówienia o jeden pojazd typu 215M (SA108-001). 16 lipca 2015 podpisano z Pesą umowę na modernizację 2 kolejnych SA108: 004 i 005. We wrześniu 2016 zdecydowano się rozszerzyć zamówienie o modernizację jednostki SA108-008.
26 maja 2014 Lubuski Urząd Marszałkowski złożył w Pesie zamówienie na modernizację połączoną z naprawą główną jednego 213Ma (SA105-105) oraz jednego 215M (SA108-006). W ramach tej modernizacji w pojazdach m.in. został zainstalowany system rejestrujący obraz przed pojazdem, zmodernizowano system informacji pasażerskiej oraz zamontowano system automatycznego zliczania pasażerów. W pojeździe typu 215M dodatkowo zlikwidowano jedna z dwóch kabin WC oraz zamontowano system zasilania baterii drugiego członu podczas awarii silnika. 16 czerwca 2015 UM udzielił zamówienia przedsiębiorstwu H. Cegielski – Fabryka Pojazdów Szynowych na modernizację SA105-101 (zakres tej modernizacji jest podobny jak egzemplarza nr 105), a w sierpniu 2015 na modernizację SA105-102. Na początku 2015 zakończono modernizację SA105-101. W styczniu 2016 UM ogłosił przetarg na modernizację SA105-104. Jedyną ofertę w tym przetargu złożyły zakłady HCP-FPS i to z nimi podpisano umowę. Naprawę zakończono w lipcu.
1 lipca 2019 Podlaski Oddział Przewozów Regionalnych podpisał z konsorcjum firm Serwis Pojazdów Szynowych Lisi Ogon oraz Piotr Mieczkowski Autoryzowane Serwis Pojazdów Szynowych Trzeciewnica umowę na modernizację SA105-103 i SA108-007 obejmującą m.in. wymianę foteli pasażerskich, montaż automatu biletowego, systemu zliczania pasażerów, bezprzewodowego internetu, ładowarek USB, nowego systemu informacji pasażerskiej i monitoringu. W maju 2020 zakończono naprawę SA105-103.
W 2019 roku Urząd Marszałkowski Województwa Wielkopolskiego przeprowadził przetarg na modernizacją SA108-010, jednak ze względu na to, że jedyna oferta przekroczyła planowany budżet, do modernizacji nie doszło. W lutym 2020 przetarg został ponowiony i złożono w nim 3 oferty. Modernizacja ma objąć m.in. wymianę foteli pasażerskich, monitoring, informację pasażerską, zasilanie zewnętrzne 230 V, zasilanie drugiego członu, rolety dla pasażerów, odseparowanie układu ogrzewania od układu wydechowego, oświetlenie i śmietniczki.

## Eksploatacja
| Własność      | Typ   | Seria | Liczba | Numery           | Użytkownik           |               |
| ------------- | ----- | ----- | ------ | ---------------- | -------------------- | ------------- |
| Lubuskie      | 213Ma | SA105 | 4      | 101÷102, 104÷105 | Polregio             | [ 42 ]        |
| Lubuskie      | 215M  | SA108 | 1      | 006              | Polregio             | [ 42 ]        |
| Podlaskie     | 213Ma | SA105 | 1      | 103              | Polregio             | [ 42 ]        |
| Podlaskie     | 215M  | SA108 | 2      | 007, 009         | Polregio             | [ 42 ]        |
| Wielkopolskie | 213M  | SA105 | 2      | 001÷002          | Koleje Wielkopolskie | [ 43 ] [ 44 ] |
| Wielkopolskie | 215M  | SA108 | 7      | 001÷003, 010     | Koleje Wielkopolskie | [ 43 ] [ 44 ] |
| Wielkopolskie | 215M  | SA108 | 7      | 004÷005, 008     | Polregio             | [ 43 ] [ 44 ] |

### Województwo wielkopolskie

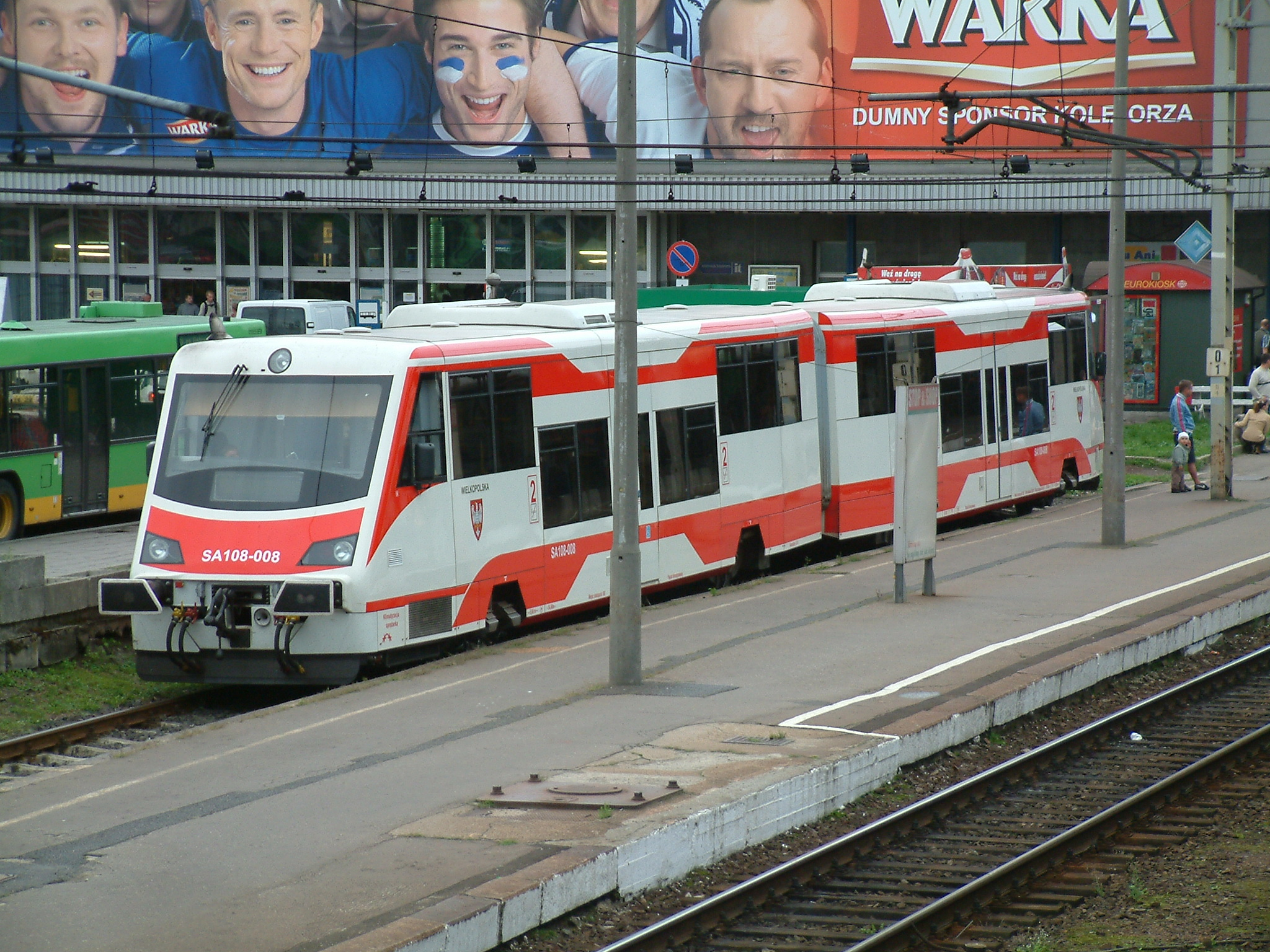
SA108 na stacji Poznań Główny

1 sierpnia 2002 dwa pojazdy 213M rozpoczęły przewozy na trasach Poznań – Wągrowiec oraz Poznań – Grodzisk Wielkopolski. W listopadzie 2002 samorząd województwa wielkopolskiego podpisał umowę na dostawię pięciu 2-członowych 215M, z których pierwszy w 2003 roku rozpoczął przewozy na trasie Leszno – Ostrów Wielkopolski, zastępując skład wagonowy prowadzony lokomotywą SU45. Do końca roku dostarczono 3 kolejne 215M, a 5. egzemplarz dostarczono w 2004 roku.
W 2005 roku SA108-003 (typ 215M) został zaprezentowany podczas targów Trako w Gdańsku Oliwie.
W 2006 roku dostarczono SA108-008 (typ 215M), a w 2007 roku SA108-010, który był ostatnim wyprodukowanym pojazdem z rodziny Regio Tramp.
Do 31 maja 2011 wszystkie składy były wykorzystywane jedynie przez Wielkopolski Zakład Przewozów Regionalnych, a od 1 czerwca SA105-001 i SA108-001÷003, SA108-010 zostały przekazane w użytkowanie Kolejom Wielkopolskim.
12 marca 2014 SA108-002 zderzył się z autobusem, w wyniku czego zginęła jedna osoba, a pojazd został poważnie uszkodzony.
13 grudnia 2015 Urząd Marszałkowski Województwa Wielkopolskiego zakończył dzierżawę autobusu szynowego SA105-001 Kolejom Wielkopolskim i wydzierżawił go na 5 lat Przewozom Regionalnym, jednakże 8 maja 2018 roku szynobus, wraz z SA105-002 zostały przekazane KW.

### Województwo lubuskie

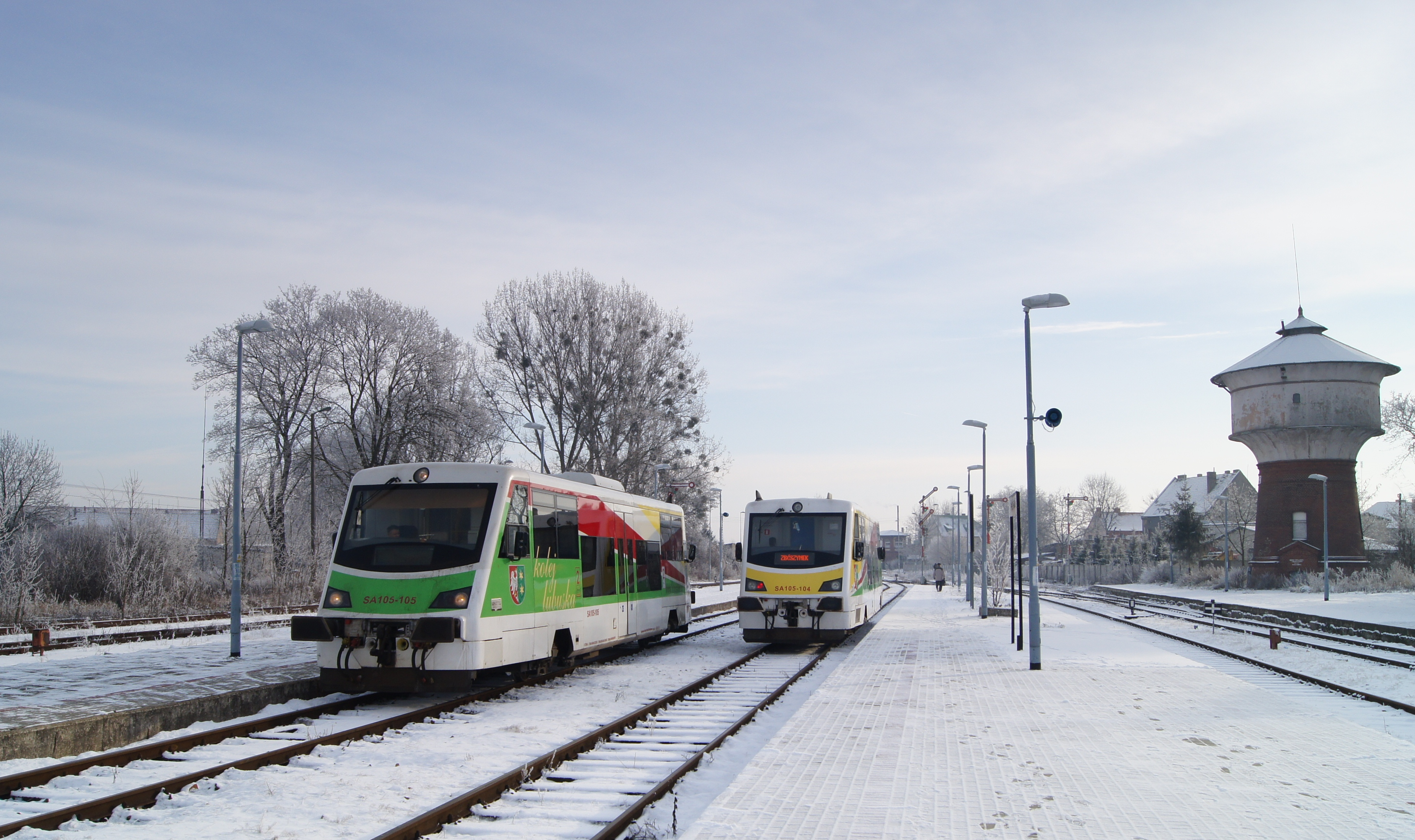
SA105 na stacji Międzyrzecz

We wrześniu 2002 samorząd województwa lubuskiego podpisał umowę na dostawę czterech 213Ma, 1 września 2003 pierwszy z nich (SA105-101) rozpoczął przewozy na reaktywowanej trasie Gorzów Wielkopolski – Międzyrzecz. 2 sierpnia 2004 drugi pojazd 213Ma (SA105-102) rozpoczął przewozy na trasie Zielona Góra – Żagań. W 2005 roku dostarczono dwa pozostałe 213Ma (SA105-104 i 105). 9 stycznia 2006 jedyny 215M (SA108-006) rozpoczął przewozy.
9 grudnia 2007 jeden z pojazdów 213Ma skierowano do obsługi reaktywowanego połączenia Międzyrzecz – Rzepin. Pod koniec 2012 roku dwa pojazdy zostały skierowane na naprawę rewizyjną do Taboru Szynowego Opole.
W połowie 2019 roku składy obsługiwały m.in. połączenie Gorzów Wielkopolski – Zielona Góra
Pojazdy 213Ma mają dopuszczenie do wjazdu na niemiecką sieć kolejową do stacji granicznej Forst (Lausitz).

### Województwo podlaskie

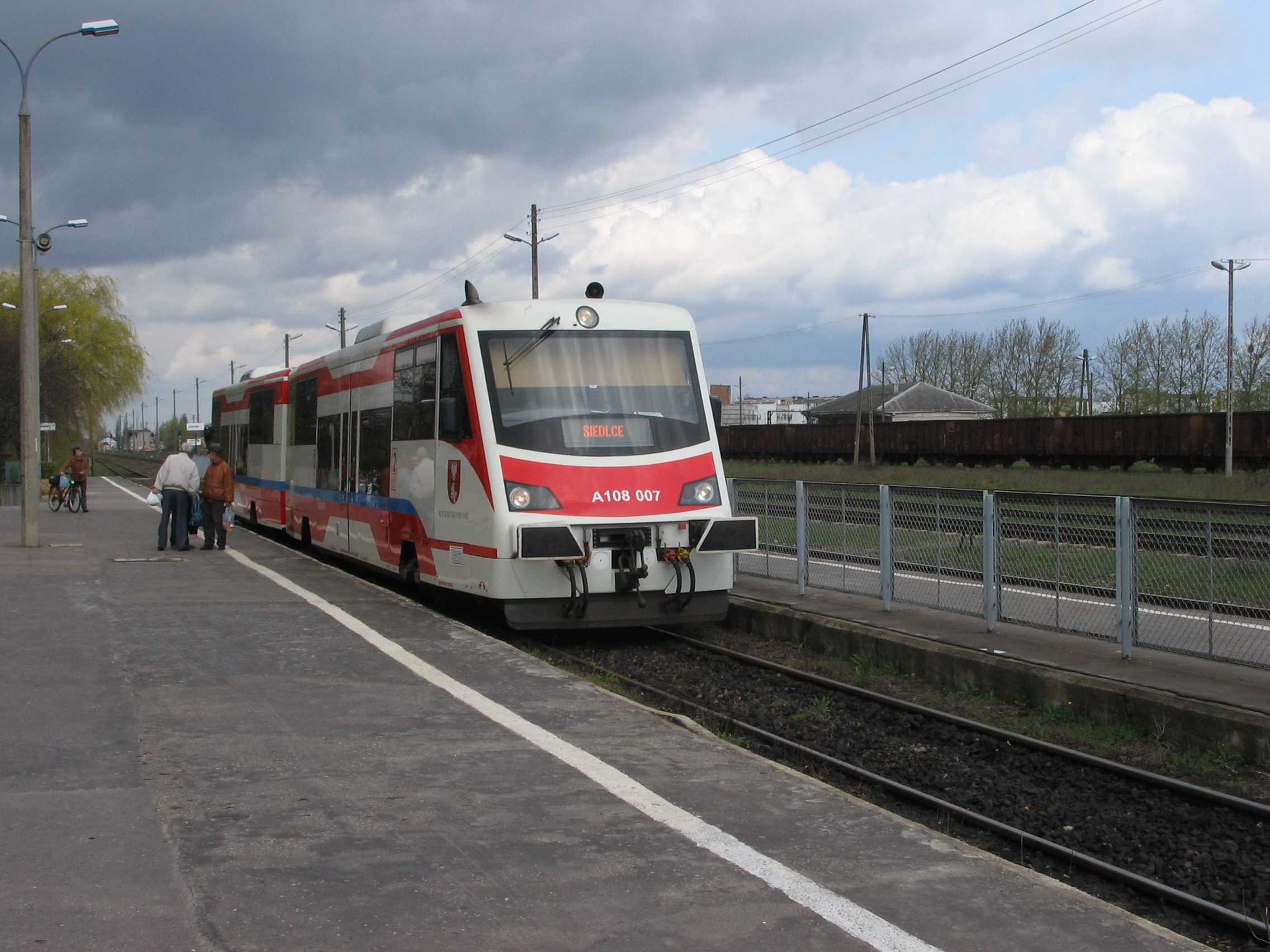
SA108 na stacji Hajnówka

30 listopada 2004 na dworcu w Białymstoku zaprezentowano pierwszy pojazd typu 213Ma. 25 listopada 2005 przekazano pierwszy 215M dla województwa podlaskiego, a w 2006 roku drugi. Nie były to jednakże pierwsze autobusy szynowe eksploatowane przez podlaski zakład PKP Przewozów Regionalnych, gdyż już wcześniej eksploatowano tutaj SN81 będące własnością PKP Przewozów Regionalnych.
W 2007 roku pojazdy wykorzystano na trasie Białystok – Czeremcha – Siedlce, a w 2008 roku również na trasie Hajnówka – Czeremcha – Siedlce.

## Problem nazewnictwa
SA105 i SA108 to według oznaczeń PKP autobusy szynowe, jednakże równie dobrze można by zakwalifikować SA105 jako wagon spalinowy, a SA108 jako spalinowy zespół trakcyjny. Kryterium uznania pojazdu za autobus szynowy jest nieprecyzyjnie zdefiniowana lekkość taboru. Ostatecznie na decyzję o zakwalifikowaniu Regio Trampów jako autobusy szynowe wpłynęły preferencyjne stawki dostępu do infrastruktury dla tego rodzaju pojazdów. Dodatkowe zamieszanie wprowadza krajowy zarządca infrastruktury – PKP Polskie Linie Kolejowe, stosując w regulaminie przydzielania tras pociągów żargonowy termin szynobus.